# Impressão offset
A impressão offset ou ofsete é um processo planográfico cuja essência consiste em repulsão entre água e gordura (tinta gordurosa). O nome inglês off-set — fora do lugar — vem do fato de a impressão ser indireta, ou seja, a tinta passa antes por um cilindro intermediário (blanqueta). Todo o processo acaba tornando alto o custo da impressão, mas este custo acaba dissolvido devido a sua grande tiragem. Hoje em dia, com as novas tecnologias, os processos analógicos já não são mais tão utilizados, dando lugar aos CTP's, que agilizam o processo e geram menos material, como fotolito etc.

## Montagem
A chapa de alumínio, que é flexível, é montada na impressora off-set no cilindro porta chapa. Cada chapa é usada para transferir uma cor das quatro cores básicas de impressão (CMYK).
Para impressos coloridos, é necessário o uso de várias chapas, uma para cada cor (basicamente 4 cores, CMYK Ciano / Magenta / Amarelo / Preto, que proporcionam a mistura por pontos) só sendo necessário o uso de mais chapas para cores especiais. Como o prata, o ouro e cores Pantone. A impressora precisa também estar preparada para imprimir em série o número de cores necessário. Isto é importante para manter o registro entre as diferentes tintas.

## Impressão
Tanto nas impressoras rotativas, onde o papel entra em bobina, como nas impressoras planas, que usam o papel já cortado, o sistema funciona de maneira rotativa. Uma série de cilindros conduzem tanto a tinta quanto o papel.
A impressão é feita de forma indirecta, o cilindro onde a matriz foi montada é mantido úmido por rolos umidificadores. A tinta também é transferida para este cilindro, como ela é de base gordurosa ela se concentra nas áreas lipófilas e é ao mesmo tempo repelida pela água que se concentrou nas áreas hidrófilas do cilindro.
A tinta então é transferida para um cilindro de borracha, chamado de blanqueta (ou "cautchu"), que serve de intermediário para a impressão. Ele ajuda a manter o papel seco e ao mesmo tempo melhora a sobre-vida da matriz.

## Produção da chapa
As chapas de offset, primeiramente, são tratadas de forma que se tornem fotossensíveis. Após este passo elas são expostas de várias formas diferentes à luz e reveladas.

### Fotogravura ou CTF
Computer to film - A chapa é exposta, através de um fotolito, a uma luz por um determinado tempo. Este processo é similar ao da ampliação de fotografias e está submetido às mesmas limitações. O tempo de exposição precisa ser medido com precisão para não superexpor ou subexpor a imagem, comprometendo o resultado final.
Este processo normalmente não inverte a imagem, como na fotografia, ou seja, as partes que são expostas a luz se tornam hidrófilas e durante a produção não acumulam tinta. Porém, dependendo da cor da tinta e do material impresso, é possível que seja necessário um fotolito negativo.

### CTP
CtP (Computer-to-Plate) é o processo de produção das chapas usadas na impressão offset. A chapa é gravada através de laser, que é controlado por um computador, de forma similar às impressoras laser. Isto permite que a chapa seja gerada diretamente de um arquivo digital, sem a necessidade da produção de um fotolito intermediário. Este processo também garante o aumento da qualidade final da imagem gravada. Isso deixa a imagem perfeita. Existem métodos de gravação de chapas mais avançados, como o processo de gravação através de UV (Ultravioleta), dispensando assim o laser.

### CtPress
CtPress (Computer-to-Press) é um sistema de gravação da matriz offset na qual a "chapa" é gravada diretamente na impressora, sistema desenvolvido pela alemã Heidelberg, e atualmente utilizado por várias outras empresas. A matriz é gravada a Laser, e o sistema usado na impressora é o sistema waterless (impressão sem uso de solução de molha — água).

### Offset de mesa, marca Ricoh 1010

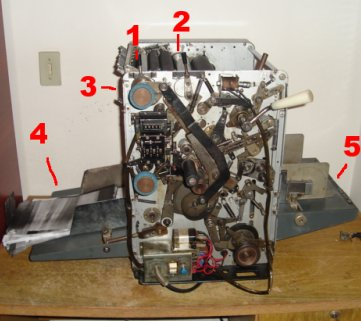
Impressora offset vista lateralmente. * 1 - tinteiro, onde é colocada a tinta para offset; *2 - Rolo conhecido como "bailarino";
- 3 - Local onde fica a água para a molha;
- 4 - saída do papel;
- 5 - entrada do papel (bandeja de alimentação);
Obs.: a mesa envergada mostra que, apesar de ser uma impressora de mesa pelo seu reduzido tamanho, ela é bastante pesada, sendo necessário duas pessoas para carregá-la.

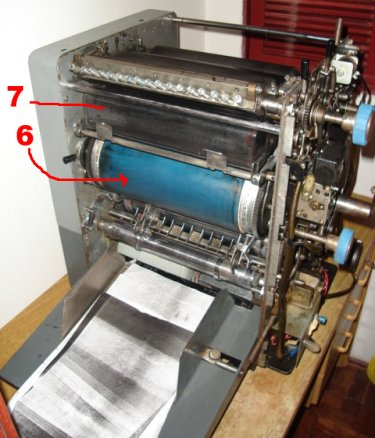
Offset de mesa vista pela saída. * 6 - Blanqueta: É um rolo com um emborrachado que recebe a imagem com tinta da chapa e transmite ao papel; * 7 - Água para a molha;

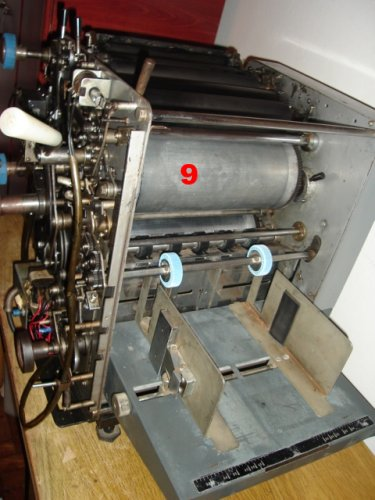
Offset de mesa vista pela entrada. * 9 - Rolo onde se coloca a chapa.

## Exemplo de máquinasOffSet

### Sistemas de impressãooffset
Existe divisão nos sistemas de impressão offset por alguns meios:
- Pela forma de entrada do substrato (papel):
1. Impressora plana: o substrato entra na forma de folhas de papel, previamente cortadas. A máquina utiliza um sistema de sopra, para "desfolhar" e sucção para "puxar" o papel, e um sistema de correias, roldanas e pinças para transportar o papel até o cilindro de contra-pressão. Esse sistema permite a impressão de formatos desde a folha inteira, também chamado formato "1" (660mm x 960mm) até formatos menores, formato "2", que é metade (660mm x 480mm), formato "4" ou duplo-oficio (315mm x 420mm) ou o famoso formato A4 (210mm x 297mm).
2. Impressora rotativa: o substrato entra em forma de bobina, e conforme o uso a ser dado pode sair em forma de bobina, folha ou caderno. E usa um sistema de secagem por calor para acelerar a secagem da tinta. É um sistema muito utilizado para a impressão de jornais ou impressos de média tiragem.
- Pela disposição das Unidades (castelos) de impressão:
1. Impressora linear: os "castelos" de impressão estão dispostos de forma linear, o que permite o uso de unidades "reversoras" que permitem a impressão de ambos os lados do substrato.
2. Impressora planetária: este sistema usa um único cilindro de contra-pressão e os castelos são dispostos ao redor dele, em ângulos.
3. impressora de "dupla-face": imprime os dois lados do substrato ao mesmo tempo, permitindo uma impressão mais rápida. É comumente usada em impressoras rotativas, pois o sistema de tração do papel permite tal impressão.
- Pelo sistema de molha:
1. Sistema com molha convencional: usa uma solução de molha composta em maior quantidade de água, e uma parte de solução de molha.
2. Sistema de molha Alcoólica: usa uma mistura de água e álcool isopropilico, proporcionando maior qualidade de impressão.
3. Sistema Waterless: Não faz uso de molhagem, sendo necessário um sistema de refrigeração, pois a "água" que serve para refrigerar também a chapa, não está presente.